# Imperial Ordem de Sant'Iago da Espada
A Imperial Ordem Militar de Sant'Iago da Espada foi uma ordem honorífica brasileira, originada a partir da portuguesa Ordem de Santiago da Espada, a qual por sua vez remonta à medieval Ordem de Santiago. "Nacionalizada" por D. Pedro I logo após a Independência, essa ordem já seguia a reformulação proposta por D. Maria I, a qual lhe recomendava à magistratura. Todavia, enquanto em Portugal a ordem se consolidou como um mérito à literatura, ciência e arte, no Brasil foi concedida quase que exclusivamente a militares, tanto por D. Pedro I quanto por D. Pedro II. Depois da Imperial Ordem de Pedro I, foi a ordem honorífica brasileira que teve menos galardoados. Foi extinta após a Proclamação da República, juntamente com todas ordens imperiais, em 24 de fevereiro de 1891.

## Criação e regulamentação
Foi reformada por D. João VI de Portugal no Rio de Janeiro em 5 de julho de 1809.
Foi conservada como ordem brasileira pelo imperador D. Pedro I em 20 de outubro de 1823. A chancelaria que cuidava dos registros da ordem pertencia ao Ministério do Império. Destituiu-se seu caráter religioso e foi reformada pelo imperador D. Pedro II por meio de decreto de 9 de setembro de 1843.
A ordem consistia no imperador como grão-mestre e o herdeiro aparente era comendador-mor.

## Características

### Insígnia
Grã-cruz
- Anverso: cruz espatária, de vermelho, bordada d'ouro, pendente de medalhão redondo branco, com Sagrado Coração de Jesus ao centro.

### Fita e banda
De cor púrpura, com duas orlas douradas.

### Graus
- Grã-Cruz (com o tratamento de Excelência e limitado a 12 recipientes)
- Dignitário
- Comendador
- Oficial
- Cavaleiro